# St. Petersburg Open 2013 - Qualificazioni singolare
Le qualificazioni del singolare  dello  St. Petersburg Open 2013 sono state un torneo di tennis preliminare per accedere alla fase finale della manifestazione. I vincitori dell'ultimo turno sono entrati di diritto nel tabellone principale. In caso di ritiro di uno o più giocatori aventi diritto a questi sono subentrati i lucky loser, ossia i giocatori che hanno perso nell'ultimo turno ma che avevano una classifica più alta rispetto agli altri partecipanti che avevano comunque perso nel turno finale.

## Teste di serie
1. Konstantin Kravčuk (qualificato)
2. Samuel Groth (qualificato)
3. Aleksandr Kudrjavcev (ultimo turno)
4. Valery Rudnev (ultimo turno)

1. Victor Baluda (ultimo turno)
2. Mikhail Biryukov (qualificato)
3. Aljaksandr Bury (ultimo turno)
4. Vladimir Ivanov (primo turno)

## Qualificati
1. Konstantin Kravčuk
2. Samuel Groth

1. Dominic Inglot
2. Mikhail Biryukov

## Tabellone qualificazioni

### 1ª sezione
|  | Primo turno      | Primo turno         | Primo turno         | Primo turno | Primo turno |  |  | Secondo turno | Secondo turno      | Secondo turno      | Secondo turno   | Secondo turno   |   |    | Ultimo turno | Ultimo turno       | Ultimo turno       | Ultimo turno | Ultimo turno |  |
|  |                  |                     |                     |             |             |  |  |               |                    |                    |                 |                 |   |    |              |                    |                    |              |              |  |
|  | 1                | Konstantin Kravčuk  | 63                  | 6           | 6           |  |  |               |                    |                    |                 |                 |   |    |              |                    |                    |              |              |  |
|  |                  | Alexander Vasilenko | 7                   | 2           | 2           |  |  | 1             | Konstantin Kravčuk | Konstantin Kravčuk | 6               | 6               |   |    |              |                    |                    |              |              |  |
|  | WC               | Teimouraz Metreveli | Teimouraz Metreveli | 2           | 4           |  |  |               | Kirill Saplin      | Kirill Saplin      | 4               | 1               |   |    |              |                    |                    |              |              |  |
|  |                  | Kirill Saplin       | Kirill Saplin       | 6           | 6           |  |  |               |                    |                    |                 |                 |   |    | 1            | Konstantin Kravčuk | Konstantin Kravčuk | 6            | 7            |  |
|  | Fedor Chervyakov | Fedor Chervyakov    | Fedor Chervyakov    | 6           | 6           |  |  |               |                    | 7                  | Aljaksandr Bury | Aljaksandr Bury | 4 | 64 |              |                    |                    |              |              |  |
|  | Artur Madzhar    | Artur Madzhar       | Artur Madzhar       | 0           | 1           |  |  |               | Fedor Chervyakov   | Fedor Chervyakov   | 2               | 1               |   |    |              |                    |                    |              |              |  |
|  | WC               | Nikita Gudozhnikov  | Nikita Gudozhnikov  | 1           | 2           |  |  | 7             | Aljaksandr Bury    | Aljaksandr Bury    | 6               | 6               |   |    |              |                    |                    |              |              |  |
|  | 7                | Aljaksandr Bury     | Aljaksandr Bury     | 6           | 6           |  |  |               |                    |                    |                 |                 |   |    |              |                    |                    |              |              |  |

### 2ª sezione
|  | Primo turno          | Primo turno          | Primo turno          | Primo turno | Primo turno |  |  | Secondo turno | Secondo turno | Secondo turno | Secondo turno | Secondo turno |   |   | Ultimo turno | Ultimo turno | Ultimo turno | Ultimo turno | Ultimo turno |  |
|  |                      |                      |                      |             |             |  |  |               |               |               |               |               |   |   |              |              |              |              |              |  |
|  | 2                    | Samuel Groth         | Samuel Groth         | 6           | 6           |  |  |               |               |               |               |               |   |   |              |              |              |              |              |  |
|  |                      | Frank Moser          | Frank Moser          | 1           | 4           |  |  | 2             | Samuel Groth  | Samuel Groth  | 7             | 6             |   |   |              |              |              |              |              |  |
|  | Mikhail Vaks         | Mikhail Vaks         | Mikhail Vaks         | 6           | 7           |  |  |               | Mikhail Vaks  | Mikhail Vaks  | 64            | 4             |   |   |              |              |              |              |              |  |
|  | Vitaliy Kachanovskiy | Vitaliy Kachanovskiy | Vitaliy Kachanovskiy | 3           | 5           |  |  |               |               |               |               |               |   |   | 2            | Samuel Groth | Samuel Groth | 6            | 6            |  |
|  | Timur Razmaitov      | Timur Razmaitov      | Timur Razmaitov      | 1           | 1           |  |  |               |               | 5             | Victor Baluda | Victor Baluda | 4 | 3 |              |              |              |              |              |  |
|  | Anton Zaitsev        | Anton Zaitsev        | Anton Zaitsev        | 6           | 6           |  |  |               | Anton Zaitsev | 7             | 0             | 1             |   |   |              |              |              |              |              |  |
|  | WC                   | Dmitrii Dosuzhev     | Dmitrii Dosuzhev     | 3           | 1           |  |  | 5             | Victor Baluda | 5             | 6             | 6             |   |   |              |              |              |              |              |  |
|  | 5                    | Victor Baluda        | Victor Baluda        | 6           | 6           |  |  |               |               |               |               |               |   |   |              |              |              |              |              |  |

### 3ª sezione
|  | Primo turno       | Primo turno          | Primo turno          | Primo turno | Primo turno |  |  | Secondo turno     | Secondo turno        | Secondo turno        | Secondo turno  | Secondo turno  |   |   | Ultimo turno | Ultimo turno         | Ultimo turno         | Ultimo turno | Ultimo turno |  |
|  |                   |                      |                      |             |             |  |  |                   |                      |                      |                |                |   |   |              |                      |                      |              |              |  |
|  | 3                 | Aleksandr Kudrjavcev | Aleksandr Kudrjavcev | 6           | 6           |  |  |                   |                      |                      |                |                |   |   |              |                      |                      |              |              |  |
|  |                   | Andrej Vasilevskij   | Andrej Vasilevskij   | 4           | 2           |  |  | 3                 | Aleksandr Kudrjavcev | Aleksandr Kudrjavcev | 6              | 6              |   |   |              |                      |                      |              |              |  |
|  | Alexander Zhurbin | Alexander Zhurbin    | Alexander Zhurbin    | 4           | 5           |  |  |                   | Sergey Strelkov      | Sergey Strelkov      | 1              | 2              |   |   |              |                      |                      |              |              |  |
|  | Sergey Strelkov   | Sergey Strelkov      | Sergey Strelkov      | 6           | 7           |  |  |                   |                      |                      |                |                |   |   | 3            | Aleksandr Kudrjavcev | Aleksandr Kudrjavcev | 67           | 63           |  |
|  | Alexander Igoshin | Alexander Igoshin    | Alexander Igoshin    | 6           | 6           |  |  |                   |                      |                      | Dominic Inglot | Dominic Inglot | 7 | 7 |              |                      |                      |              |              |  |
|  | Dmitri Marfinsky  | Dmitri Marfinsky     | Dmitri Marfinsky     | 4           | 1           |  |  | Alexander Igoshin | Alexander Igoshin    | Alexander Igoshin    | 1              | 2              |   |   |              |                      |                      |              |              |  |
|  |                   | Dominic Inglot       | 6                    | 4           | 7           |  |  | Dominic Inglot    | Dominic Inglot       | Dominic Inglot       | 6              | 6              |   |   |              |                      |                      |              |              |  |
|  | 8                 | Vladimir Ivanov      | 3                    | 6           | 5           |  |  |                   |                      |                      |                |                |   |   |              |                      |                      |              |              |  |

### 4ª sezione
|  | Primo turno       | Primo turno       | Primo turno       | Primo turno | Primo turno |  |  | Secondo turno | Secondo turno     | Secondo turno     | Secondo turno    | Secondo turno    |   |   | Ultimo turno | Ultimo turno  | Ultimo turno  | Ultimo turno | Ultimo turno |  |
|  |                   |                   |                   |             |             |  |  |               |                   |                   |                  |                  |   |   |              |               |               |              |              |  |
|  | 4                 | Valery Rudnev     | Valery Rudnev     | 7           | 6           |  |  |               |                   |                   |                  |                  |   |   |              |               |               |              |              |  |
|  |                   | Vladimir Polyakov | Vladimir Polyakov | 67          | 3           |  |  | 4             | Valery Rudnev     | Valery Rudnev     | 6                | 6                |   |   |              |               |               |              |              |  |
|  | Pavel Zelenkin    | Pavel Zelenkin    | Pavel Zelenkin    | 2           | 4           |  |  |               | Evgeny Elistratov | Evgeny Elistratov | 4                | 2                |   |   |              |               |               |              |              |  |
|  | Evgeny Elistratov | Evgeny Elistratov | Evgeny Elistratov | 6           | 6           |  |  |               |                   |                   |                  |                  |   |   | 4            | Valery Rudnev | Valery Rudnev | 4            | 4            |  |
|  | WC                | Andrej Stoljarov  | Andrej Stoljarov  | 0           | 1           |  |  |               |                   | 6                 | Mikhail Biryukov | Mikhail Biryukov | 6 | 6 |              |               |               |              |              |  |
|  |                   | František Čermák  | František Čermák  | 6           | 6           |  |  |               | František Čermák  | František Čermák  | 3                | 4                |   |   |              |               |               |              |              |  |
|  |                   | Stepan Khotulev   | 6                 | 2           | 1           |  |  | 6             | Mikhail Biryukov  | Mikhail Biryukov  | 6                | 6                |   |   |              |               |               |              |              |  |
|  | 6                 | Mikhail Biryukov  | 3                 | 6           | 6           |  |  |               |                   |                   |                  |                  |   |   |              |               |               |              |              |  |